# 7 дней в Сирии
«7 дней в Сирии» (англ. 7 Days in Syria) — американский документальный фильм. Режиссером и продюсером стал Роберт Риппбергер. Снятый в ноябре 2012 года, фильм показывает человеческую сторону гражданской войны и то, какова жизнь в Сирии для миллионов людей, пытающихся из неё бежать. Фильм был показан в более чем 50 городах по всему миру (включая Лос-Анджелес, Сан-Франциско, Вашингтон, Нью-Йорк, Торонто, Лондон, Париж, Дублин, Норрчёпинг, Амстердам и Сидней), по телевидению в Дании, Швеции и Китае, Анджелине Джоли, высокопоставленным членам Организации Объединённых Наций и в Палате лордов Великобритании. Международный показ фильма был организован компанией Ro*co films, по всей Северной Америке компанией Gunpowder & Sky, компанией Gathr films для показа онлайн через Hulu.

## Синопсис
«7 дней в Сирии» — это изображение человеческой стороны гражданской войны. Фильм рассказывает о людях Алеппо, о гражданских, которые поддерживают город в жизнеспособном состоянии, обеспечивают хлебом, распределяют медикаменты, хоронят тела погибших, и о тех, кто документирует зверства для потомков и военных трибуналов.

## Отзывы
- Анджелина Джоли сказала, что: «„7 дней в Сирии“ даёт возможность заглянуть в жизнь семей, борющихся за выживание на передовой сирийской гражданской войны. Их мужество и стойкость проявляются в невозможных обстоятельствах»[16].
- Moderate Voice дал фильму 5 звезд, написав: "если бы вы могли сделать документальный фильм обязательным к просмотру, то «7 дней в Сирии» был бы им[7][8].
- DC FilmDom дал фильму 5 звезд, написав: «помимо отрезвления, съёмки продолжающейся гражданской войны в Сирии режиссёра Роберта Риппбергера привносят беспрецедентную видимость конфликта через взгляд военного журналиста и специалиста по Ближнему Востоку Джанин ди Джованни»[17].